# Козий остров
Ко́зий о́стров (англ. Goat Island, в русской транскрипции Го́ут-А́йленд) — небольшой остров на реке Ниагаре. Разделяет её на два рукава, каждый из которых заканчивается обособленными потоками Ниагарского водопада: «Подковой» с одной стороны, и «Фатой» с «Американским водопадом» с другой. С конца XIX века является частью Государственного парка Ниагарского водопада — общественной зоны отдыха в юрисдикции штата Нью-Йорк, США. На острове отсутствуют жилые постройки, при этом он активно посещается туристами. Остров известен прежде всего участками нетронутой живой природы, сохранившейся со времени колонизации, а также смотровой площадкой Terrapin Point, с которой открывается вид на низвергающиеся потоки воды. Рядом с Козьим островом расположены ещё несколько более мелких островов, на большинство из которых перекинуты мосты.
Остров состоит большей частью из доломитовых и сланцевых пород, как и вся долина реки в целом. Во время Висконсинского оледенения окрестная территория десятки тысяч лет находилась под толстым слоем льда, а после его окончания какое-то время на дне озера, пока не образовалась река Ниагара в её современных границах. Ко времени появления европейцев остров уже начал разрушаться под воздействием водопада, который в результате эрозии постепенно отступал вверх по течению и достиг западной оконечности острова предположительно в XIV—XV веках.

## История

### Французский период
Наиболее раннее изображение острова появилось в книге священника Луи Энпена, первооткрывателя Ниагарского водопада. Шестистраничное описание путешествия, получившее название «Новое открытие огромной страны в Америке» и вышедшее в свет в 1697 году, включало гравюру, на которой неизвестный художник изобразил остров в виде непропорционально узкой полосы суши между двумя рукавами реки и обрывами с огромными массами низвергающейся воды.
Шведский ботаник и ученик Карла Линнея Пер Кальм по заданию шведской академии наук побывал на Ниагаре в 1750 году, когда в устье этой реки уже стоял французский форт «Ниагара», а сами колонисты торговали с местными племенами пушниной. Целью приезда учёного было изучение необычных и необъяснимых для того времени водопадов, о которых до этого было известно только со слов Энпена. Здесь он дал первое описание острова, которое позднее было опубликовано в журнале The Gentleman’s Magazine: «Посередине реки над водопадом находится остров, вытянутый с северо-северо-востока на северо-северо-запад, или параллельно берегам реки. Его длина примерно 7—8 арпанов. Нижний конец этого острова перпендикулярен откосу водопада».
В своём отчёте Кальм рассказал историю об индейцах, случайно оказавшихся на острове. Согласно рассказам очевидцев (само происшествие произошло за несколько лет до приезда Кальма), два ирокеза после охоты на оленя выпили бренди и задремали на своём каноэ. Очнувшись, охотники обнаружили себя на стремнине, недалеко от обрыва. Индейцам чудом удалось высадиться на остров, но выбраться с него на большую землю они самостоятельно не могли — препятствовали большая глубина и бурное течение. Отчаявшиеся охотники сплели лестницу из липовой коры и по ней спустились к подножию водопада, однако и там добраться до берега мешал бурлящий поток. Соплеменники ирокезов попросили помощи у французов, которые предоставили им древки от копьев с железными наконечниками. Двое добровольцев из числа ирокезов добрались до острова вброд, используя копья как «лыжные палки», а затем вместе с голодными пленниками, продержавшимися на острове девять дней, вернулись на берег.

### Британский период
Спустя девять лет после посещения Кальма форт «Ниагара» перешёл под контроль британцев, и на берегах реки, недалеко от водопада, был заложен новый форт «Шлоссер». Начиная с 1762 года, транспортировкой грузов вдоль Ниагары занялся сотрудничавший с англичанами предприниматель Джон Стедман (John Stedman). До него эту работу на своих плечах выполняли сотрудничавшие с французами ирокезы из племени сенека, но Стедман отверг их услуги и расширил старые индейские тропы так, чтобы по ним могли пройти волы, запряжённые в фургоны. После окончания Семилетней войны, в ходе которой Франция окончательно утратила свои территории на американском континенте, Стедман до конца жизни утверждал, что ирокезы подарили ему все земли между Ниагарским водоворотом (англ. Niagara Whirlpool) и фортом Шлоссер, включая все острова на реке.
Стедман первым из европейцев проник на остров, тогда известный как Айрис-Айленд (англ. Iris Island, назван в честь богини радуги Ириды), сидя верхом на лошади, и стал держать на нём домашних животных, в том числе коз. Как полагал предприниматель, изолированное положение убережёт их от волков и медведей, водившихся в этих краях. Все домашние животные, кроме одного козла, погибли в чрезвычайно холодную зиму 1779—1780 годов, однако с тех пор за островом закрепилось другое название, сохранившееся до наших дней — Козий.
После американской революции (1775—1783) территориальная принадлежность долины Ниагары какое-то время оставалась неопределённой, до подписания договора Джея форт «Ниагара» и другие укрепления на реке продолжали занимать британские военнослужащие (что противоречило положениям Парижского мира). По условиям Гентского мирного договора, положившего конец англо-американской войне 1812 года, границу между США и Великобританией установили посередине Ниагары, однако принадлежность отдельных островов ещё вызывала споры. Окончательное решение в июне 1822 года поставила Двухсторонняя пограничная комиссия (англ. Joint Mixed Boundary Commision): все ниагарские острова, за исключением Нэйви-Айленд, отошли к США.

### США, частное владение

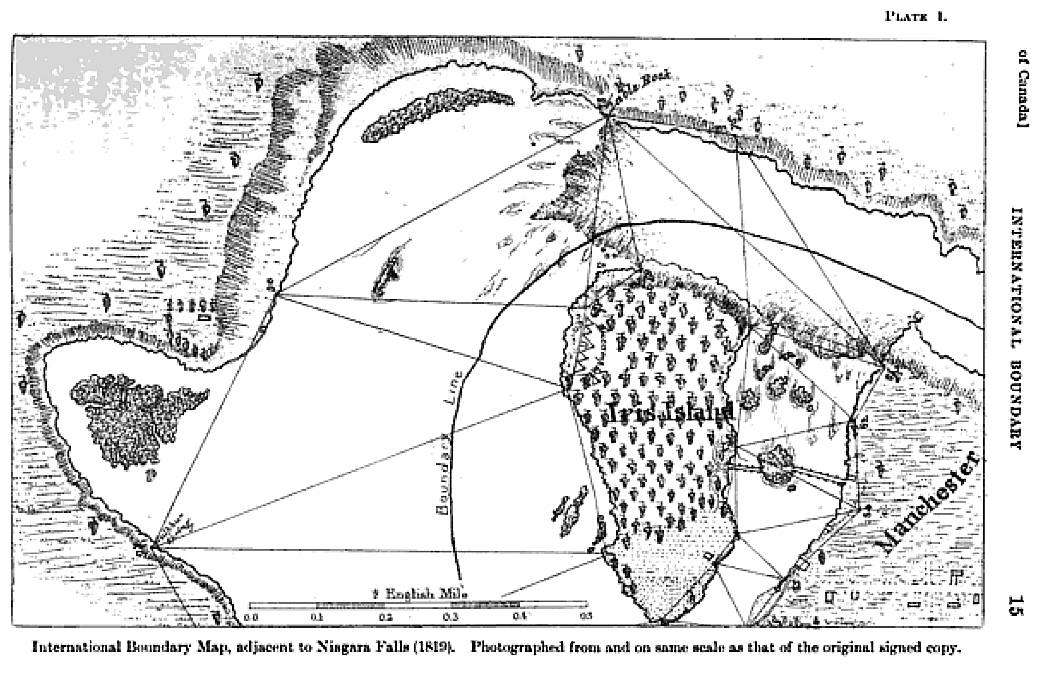
Изображение Козьего острова на карте 1819 года.

Власти Нью-Йорка ещё в 1811 году рассматривали возможность построить на Козьем острове тюрьму либо арсенал, но позже отказались от этой затеи; территория была выставлена на торги. В 1816 году хозяевами Козьего и других, примыкающих к нему островов стали братья Огюст и Питер Портеры — предприниматели и фермеры, которые к тому времени уже владели участками земли на берегу и основали поселение Манчестер (ныне город Ниагара-Фолс). Новые владельцы пытались вернуть острову название Айрис, упомянутое помимо прочего в Гентском договоре, но в этом деле так и не преуспели. Они в основном занимались производством промышленных товаров в Манчестере, а остров использовали для туристов. Весной 1817 года Портеры проложили на него бревенчатый мост и стали взимать плату за проход, а когда через год этот мост снесло льдиной, возвели новый ниже по течению — менее, чем в 50 м от обрыва. Позже ещё несколько переправ соединили Козий остров с четырьмя островками к югу от него — Островами трёх сестёр (Three Sisters Islands). В 1855 году деревянный мост на Козий остров был заменён чугунным.
Вопреки многочисленным советам и коммерческим предложениям, хозяева не строили на Козьем острове таверн и гостиниц, как это делали другие бизнесмены на обоих берегах Ниагары. Как выразился об Огюсте гостивший на Ниагарском водопаде мореплаватель Базиль Галль, «его превосходное чувство вкуса протестовало на грани возвышенного и нелепого». Побывавший здесь в 1879 году английский ботаник Джозеф Гукер был сильно удивлён разнообразием растительного мира на таком небольшом клочке земли. По его словам, он ни где-либо в Европе, ни в Америке к востоку от Сьерра-Невады, не наблюдал такого множества видов растений в таком ограниченном пространстве. В середине века на сохранность природы на Козьем острове обратили внимание представители американской интеллигенции: в 1869 году на нём встретились ландшафтный архитектор Фредерик Олмстед, адвокат и политик Уильям Доршеймер, и известный архитектор Генри Ричардсон. Прогулка по острову и содержательная беседа этих трёх джентльменов имела далеко идущие последствия: с их подачи в США и Канаде возникло широкое общественное движение, выступающее за национализацию земли возле Ниагарского водопада и создание на ней публичной зоны отдыха. Спустя 15 лет после этой встречи, в 1883 году, штат Нью-Йорк провозгласил о создании Ниагарской резервации — первого в США государственного парка в юрисдикции штата. В мае 1887 года правительство Онтарио провозгласило о создании аналогичного парка на территории этой канадской провинции — Парка Королевы Виктории.

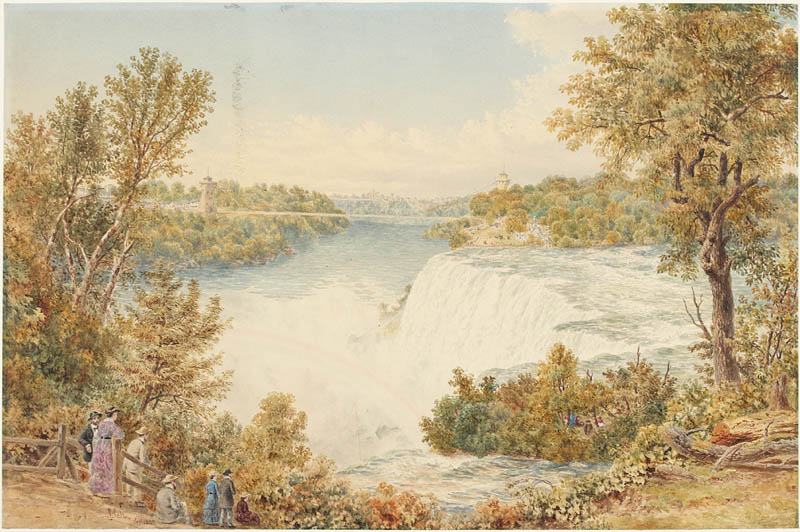
Ниагарский водопад, вид с Козьего острова. Картина 1882 года.

Национализация Козьего острова уберегла его от вырубки и урбанизации: потомки Огюста Портера, всё ещё владеющие этой территорией, планировали продать её по частям под коммерческие постройки, в числе которых значились летняя гостиница, ипподром и стрелковый тир. Рассматривался вариант строительства канала через весь остров и фабрик вдоль него. В качестве компенсации за реквизицию острова его владельцы получили от штата Нью-Йорк 525 тыс. долларов.

### США, государственный парк
Изначальное обустройство острова под зону отдыха была выполнено Фредериком Олмстедом и Калвертом Воксом — ландшафтными архитекторами, известными по совместной работе при планировке и строительстве Центрального парка в Нью-Йорке и Проспект-парка в Бруклине. Все хозяйственные постройки и заборы разобрали, пруды и каналы засыпали, береговые склоны выровняли и укрепили контрфорсами — вертикальными конструкциями из дерева и камня. Был построен новый мост, достаточно широкий для прохождения повозок. Создатели резервации стремились создать уголок первозданной природы, где посетители могли бродить по извилистым тропинкам посреди деревьев и наслаждаться шумом водопада. Вдоль тропинок были поставлены скамейки, на краю обрыва обустроена смотровая площадка. Олмстед был противником установки каких-либо скульптур и коммерческих палаток. Он крайне неохотно согласился на предложение чиновников проложить дороги для карет, при этом настоял, чтобы они находились не менее, чем в 50 футах (15 м) от берега. Как полагал архитектор, посетители будут оставлять свои транспортные средства в стороне и пешком неторопливо прогуливаться в сторону водопада.
Масштабная реконструкция парка произошла в 1950-е годы — в период, когда власти США и Канады запустили несколько согласованных проектов по изменению гидрологии и ландшафта Ниагары, а также занялись строительством новых гидроэлектростанций. В 1951 году часть леса вырубили и на освободившейся площадке оборудовали платную автомобильную стоянку. Обмелевшее русло реки у восточной оконечности острова засыпали грунтом (горным щебнем, оставшимся после строительства водоотводных туннелей), расширив его площадь на 8,5 акров (34,4 тыс. м²); на приращённой территории построили ещё одну парковку, а также вертолётную площадку и торговый павильон.
В настоящее время на острове отсутствуют пешие тропы. По дорогам курсируют экскурсионные троллейбусы, доставляющие пассажиров к основным достопримечательностям. Открыты точки общепита и сувенирные магазины. Закрытое здание с лифтом доставляет туристов на дно ущелья, где в тёплое время года проложены подмостки туристического маршрута «Пещера Ветров». Возле этого здания в 1976 году установили памятник Николе Тесле работы югославского скульптора Франьо Кршинича.

## Terrapin Point

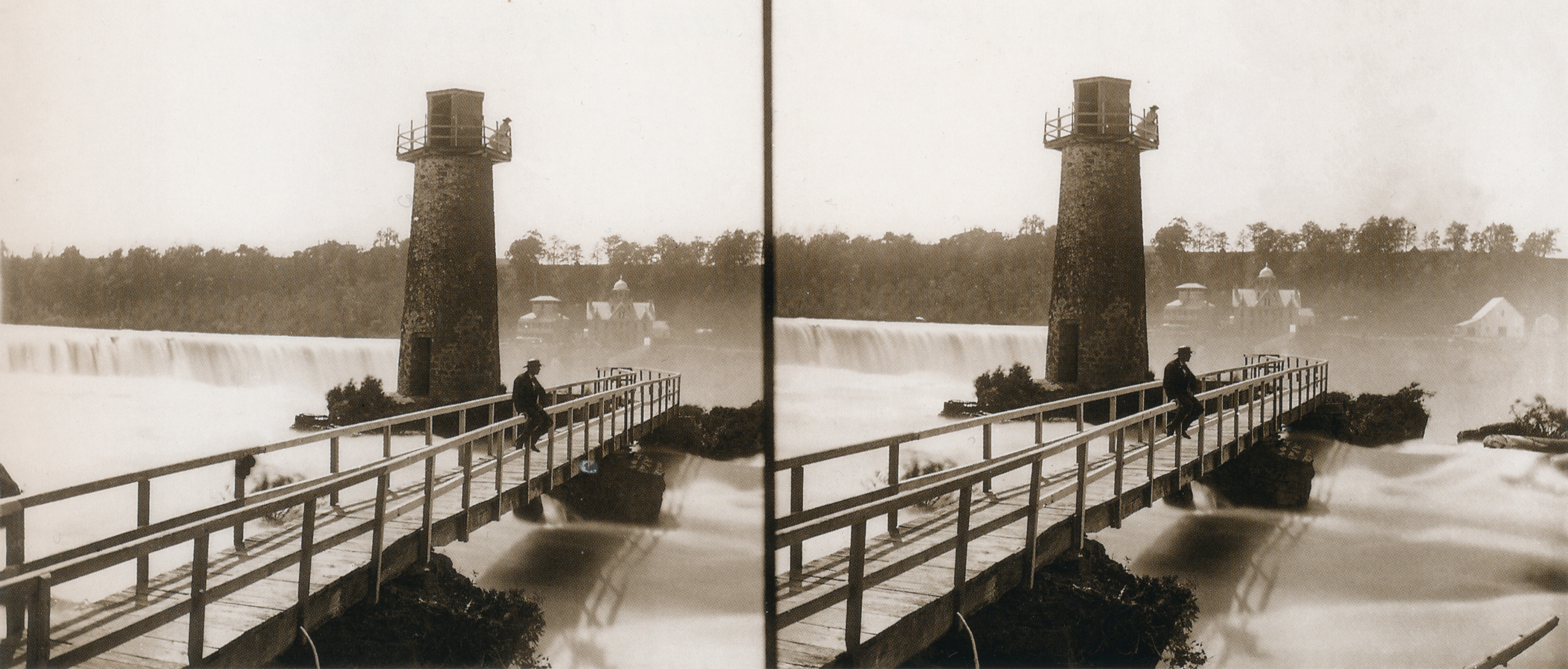
Подмостки на скалы Terrapin Rocks и башню. Стереоизображение.

Река Ниагара возле берегов Козьего острова относительно неглубокая, обтекает множество мелких островков и выступающих из воды скал. Несколько плоских каменистых выступов, расположенных над обрывом, получили название Terrapin Rocks (словом terrapin в английском языке называют несколько видов пресноводных черепах). Первые владельцы проложили на скалы деревянные подмостки и за дополнительную плату пропускали по ним путешественников. В 1833 году на камнях появилась каменная башня Terrapin Tower высотой 45 футов (14 м), возвышавшаяся над пропастью. В первые годы башня пользовалась популярностью среди любителей острых ощущений и нередко изображалась в художественных произведениях. Британская искательница приключений Изабелла Бёрд, стоя на вершине этой башни в 1855 году, описала своё состояние следующим образом: «Нет слов, чтобы описать это, ни один художник даже отдалённо не способен передать это, этот голос Великого Создателя». Ещё до её посещения в 1852 году рядом с башней случился обычный для Ниагарского водопада обвал: часть береговой линии и несколько скал отслоились и рухнули с обрыва. Со временем сооружение стало требовать частого ремонта и в конце концов в 1873 году было взорвано динамитом.
Скалы Terrapin Rocks исчезли в 1950-х годах в результате так называемых восстановительных работ, проводимых Инженерным корпусом США. Власти США и Канады преследовали две цели: во первых, замедлить эрозию, в результате которой водопад постепенно отступал вверх по течению, и во-вторых, сделать Ниагарский водопад более живописным после того, как большая часть воды реки стала миновать обрыв и использоваться на производство электроэнергии. В результате дноуглубительных работ мощность потока на краях «Подковы» выросла, и в 1954 году специалисты возвели две облицованные камнем бетонные конструкции — одну на канадском берегу, а вторую на месте, где до этого были скалы Terrapin Rocks. Бетонное сооружение треугольной формы (со сторонами 300, 400 и 500 футов) на 7—8 футов засыпали щебнем и землёй таким образом, чтобы оно гармонировало с островом; при этом сам остров ещё больше увеличился в размерах. На искусственном продолжении острова оборудовали безлесую смотровую площадку, получившую название Terrapin Point.

## «Острова трёх сестёр»

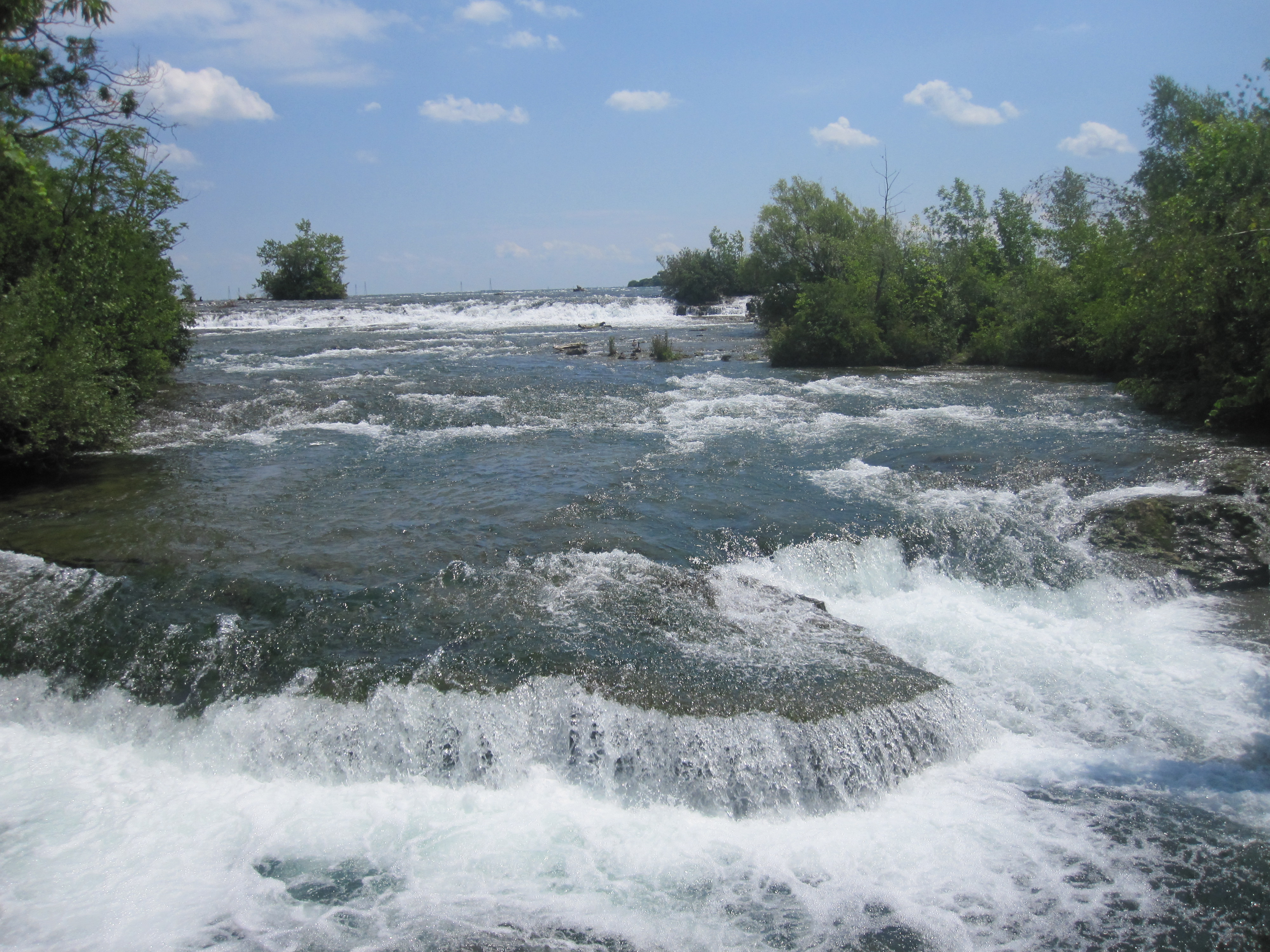
Острова трёх сестёр

К югу от Козьего острова находятся несколько небольших островков, ныне известные как «Острова трёх сестёр» (англ. Three Sisters Islands). В начале XIX века их называли «Мшистыми» (англ. Moss Islands, по покрывавшему их мху). Зимой 1816 года на эти участки суши по льду Ниагары добрался один из первых жителей населённого пункта Манчестер, ветеран прошедшей войны и предприниматель Паркхерст Уитни со своими детьми. Он уговорил владельца земли Огюста Портера назвать этот «архипелаг» именами своих дочерей: Асенат, Ангелины и Селинды-Элизы (Asenath, Angeline, Celinda Eliza). Ещё одной крохотной, торчащей из воды скале досталось имя младшего сына Паркхерста — Солона (Solon).
В 1858 году землевладельцы построили деревянные мостики, соединяющие Козий остров с Островами трёх сестёр. Позднее они были перестроены из камня, асфальтированы и оборудованы защитными поручнями. В настоящее время острова — одни из достопримечательностей парка.